# 28408 van Baalen
28408 van Baalen este o planetă minoră (asteroid), cu un diametru de 5,251 km, din centura de asteroizi. A fost descoperită pe 2 octombrie 1999 la Stația Anderson Mesa de Lowell Observatory Near-Earth-Object Search. 
Obiectul prezintă o orbită caracterizată de o semiaxă mare de 2,7722166 UAi, o excentricitate de 0,03, o înclinație de 7,98405 ° în raport cu ecliptica.